# 赫魯希夫 (亞沃里夫區)
50°5′26″N 23°18′32″E / 50.09056°N 23.30889°E

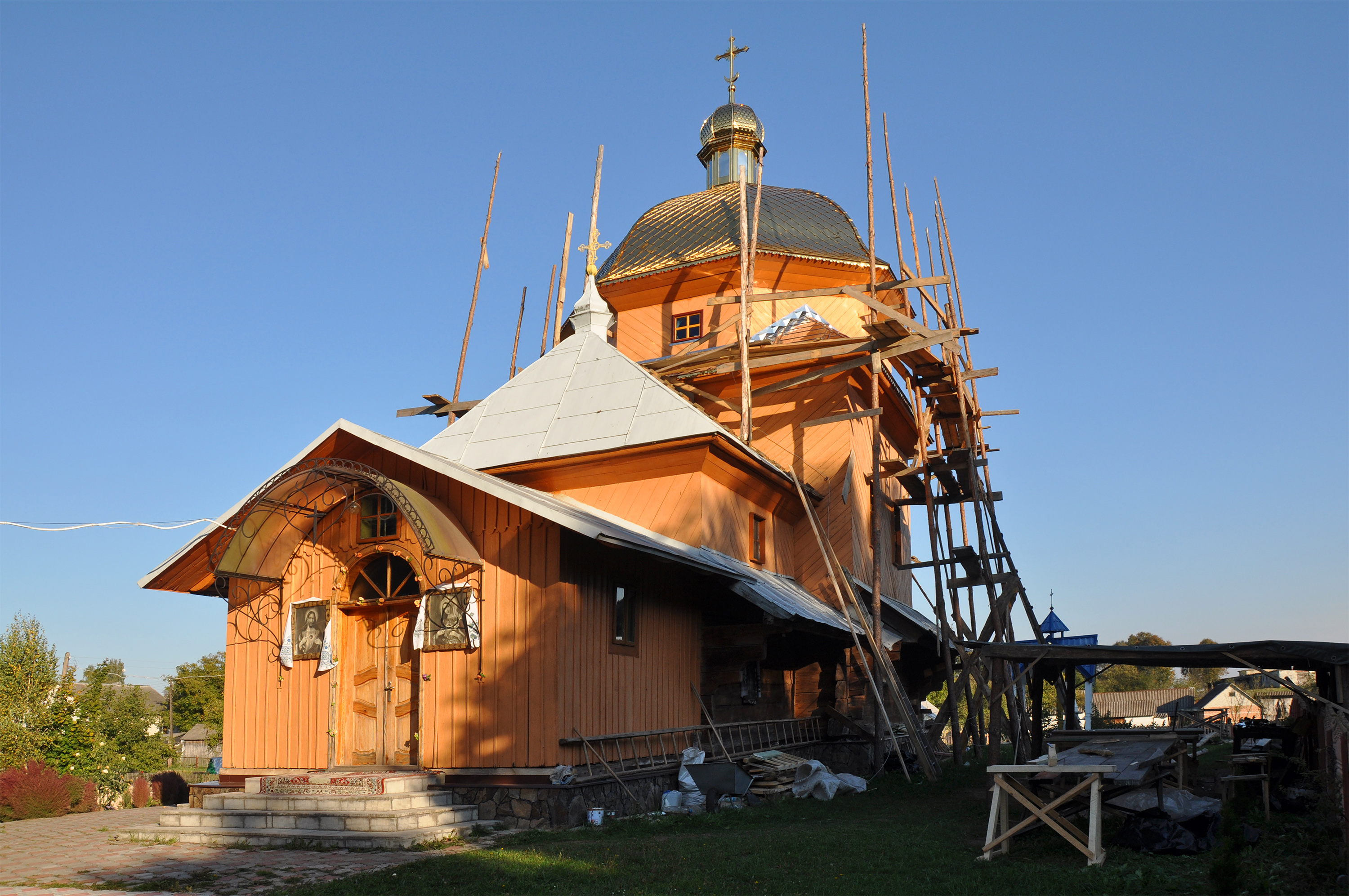
木造教堂

赫魯希夫（烏克蘭語：Грушів），是烏克蘭西部利沃夫州亞沃里夫區亚沃里夫市镇内的村落。距離内梅里夫10公里，面積1.33平方公里，海拔高度230米，2001年人口464。